# Wasilij Makarow (biathlonista)
Wasilij Pawłowicz Makarow (ros. Василий Павлович Макаров; ur. w 1935) – rosyjski biathlonista reprezentujący ZSRR. Największy sukces w karierze osiągnął w 1965 roku, kiedy wspólnie z Władimirem Miełanjinem i Nikołajem Puzanowem zdobył srebrny medal w drużynie podczas mistrzostw świata w Elverum. Na tych samych mistrzostwach był też piętnasty w biegu indywidualnym. Nigdy nie wystąpił na igrzyskach olimpijskich. Nigdy też nie wystartował w zawodach Pucharu Świata.

## Osiągnięcia

### Mistrzostwa świata
| Rok  | Miejscowość | Konkurencje | Konkurencje | Konkurencje | Konkurencje | Konkurencje | Konkurencje | Konkurencje |
| Rok  | Miejscowość | IN          | SP          | PU          | MS          | RL          | MR          | SR          |
| ---- | ----------- | ----------- | ----------- | ----------- | ----------- | ----------- | ----------- | ----------- |
| 1965 | Elverum     | 15.         | nd.         | nd.         | nd.         | 2.          | nd.         | –           |